# Jessica Löschke
Jessica Löschke (* 30. April 2000) ist eine deutsche Skilangläuferin.

## Werdegang
Löschke, die für den TSV Leuna startet, nahm von 2016 bis 2020 vorwiegend an U18 und U20-Rennen im Alpencup teil. Dabei belegte sie in der Saison 2018/19 den dritten Platz und in der Saison 2019/20 den sechsten Platz in der U20-Gesamtwertung. Bei den Junioren-Weltmeisterschaften 2018 in Goms errang sie jeweils den 41. Platz im Skiathlon und über 5 km klassisch und bei den Junioren-Weltmeisterschaften 2019 in Lahti den 30. Platz im 15-km-Massenstartrennen und den sechsten Platz mit der Staffel. Ende Februar 2020 kam sie bei den Junioren-Weltmeisterschaften in Oberwiesenthal auf den 26. Platz im Sprint. Zu Beginn der Saison 2020/21 startete sie in Ulrichen erstmals im Alpencup und belegte dabei den 31. Platz über 10 km Freistil und den 23. Rang im Sprint. Es folgte Mitte Dezember 2020 in Dresden ihr Debüt im Weltcup. Dort holte sie mit dem 15. Platz im Sprint ihre ersten Weltcuppunkte. Bei den U23-Weltmeisterschaften im Februar 2021 in Vuokatti errang sie den 33. Platz im Sprint.